# Madonna Conestabile
La Madonna Conestabile è un dipinto a olio su tavola trasportato su tela (diametro 17,9 cm) di Raffaello Sanzio, databile al 1504 circa e conservata nel Museo dell'Ermitage a San Pietroburgo.

## Storia
L'opera viene incertamente attribuita alla fine del periodo umbro giovanile o all'inizio di quello fiorentino.
Una menzione in un libro di ricordanze pare che indichi la Madonna tra le proprietà di Alfano di Diamante, zio di Domenico di Paris Alfani. Con certezza si incontra per la prima volta tra le proprietà dei Connestabile di Perugia, finché nel 1871 l'opera non fu ceduta alla zarina Marija Aleksandrovna, moglie di Alessandro II di Russia.
L'attribuzione dell'opera è sempre stata indiscussa. Nel 1881, quando il dipinto fu trasportato su tela, si scoprì che nel disegno originale, come si vede anche in uno studio a Berlino, la Madonna è raffigurata nell'atto di porgere al Bambino un melograno, simbolo della Passione, al posto del libro.

## Descrizione e stile
Il dipinto ritrae la Madonna con in braccio il figlio, intento a sfogliare un libro. Maria è raffigurata con la tipica veste rossa e avvolta nel mantello azzurro, suo colore simbolico, con gli occhi rivolti verso il Bambino e con un atteggiamento assorto e lo sguardo sereno. Le linee di forza sono fluide e si adattano al formato del dipinto, come la curva della schiena di Maria che continua nel capo reclinato.
Lo sfondo mostra un paesaggio di colline che si perdono in lontananza, reso inconsueto dai monti innevati che incombono. Un laghetto specchia il cielo e alcuni esili alberelli secchi precisano la stagione invernale dell'ambientazione. L'intonazione lirica dell'opera è data dall'armonia e unità tra le figure e il paesaggio, e dalla dolce espressione contemplativa e leggermente malinconica di Maria, che nel libro sembra leggere le profezie sulla tragica ma necessaria sorte del figlio.